# TCM 2
A TCM 2 egy brit televíziós filmadó volt, mely az MGM és a Warner Bros. klasszikus filmjeit mutatta be. A televízió magyar idő szerint este 7-től hajnali 3-ig volt fogható. A további műsoridőben a Cartoonito volt látható. A TCM 2-n volt látható a helyi Adult Swim-blokk. 2013. augusztus 12-én megszűnt. 2013. augusztus 13-ától a TCM +1 a TCM időcsúsztatott adásváltozata található a helyén.